# Сахно-Устимович Олександр Олександрович
Олександр Олександрович Сахно-Устимович (23 листопада 1880 — січень 1973, Чикаго, США) — український і російський військовий діяч, полковник.

## Життєпис

У 1918 році в Києві

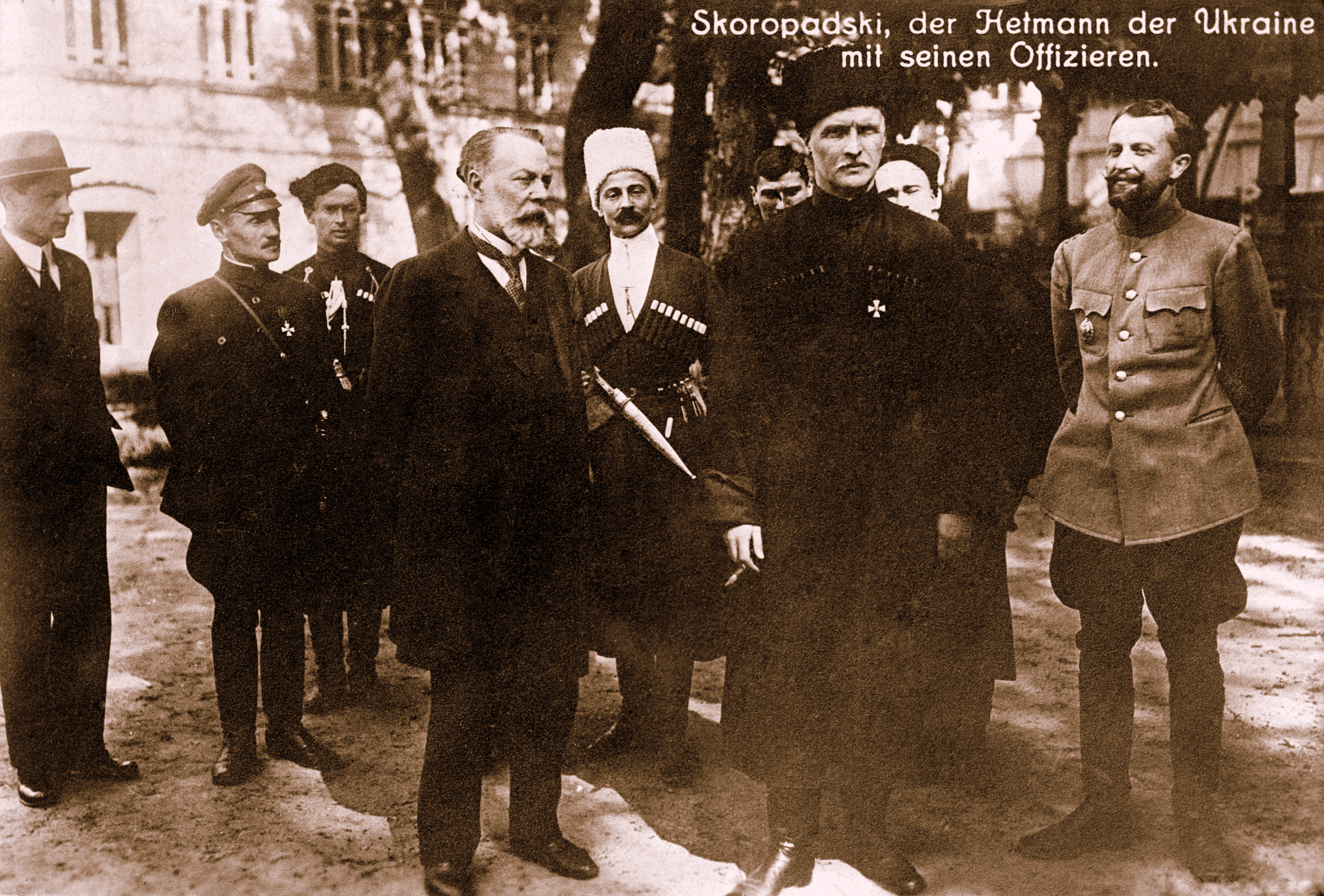
1-й ряд зліва направо: Федір Лизогуб, гетьман Павло Скоропадський, Володислав Дашкевич-Горбацький; посередині ззаду (в білій папасі) Олександр Сахно-Устимович; 2-й зліва у 2-му ряді Костянтин Прісовський

У 1930 році в Берліні

Ванзее, 1923 рік. Зліва направо: Олександр Скоропис-Йолтуховський, В'ячеслав Липинський, Павло Скоропадський, Володимир Коростовець, Сергій Шемет, Олександр Сахно-Устимович

Походив із давнього козацького роду Сахно-Устимовичів.
Закінчив Київський Володимирський кадетський корпус, а в 1901 році Костянтинівське артилерійське училище по 1-му розряду. Направлений у званні підпоручника в 5-у артилерійську бригаду (Житомир). Зарахований пізніше до Терського козачого війська.  Учасник Першої Світової війни, підполковник російської армії. 
В 1917 році ад'ютант командуючого Київського військового округу генерала Ходоровича. 8 березня 1917 року вибраний заступником голови ради військових-українців Київського гарнізону, на основі якої було створено Український військовий клуб імені гетьмана Павла Полуботка.
У 1917 році взяв активну участь у розгортанні українського військового руху на Одещині. Влітку 1917 року — командир Одеського гайдамацького куреня. З весни 1918 року — на українській військовій службі. За гетьманату 1918 року — старший ад'ютант гетьмана Павла Скоропадського, військовий старшина.
У 1919 році — в білогвардійських Збройних Силах Півдня Росії. Восени 1920 року — співробітник цивільного управління штабу головнокомандувача білогвардійської Російської армії генерала барона П. Врангеля. Емігрував до Німеччини. Працював поваром у невеликому берлінському ресторані.
В ряді джерел вказано, нібито Сахно-Устимович помер в Берліні 15 червня 1942 р. і був похований на цвинтарі Тегель. Як встановив російський історик І. Петров, насправді це був його син, також Олександр (1910—1942), тоді як сам полковник у 1956 р. емігрував до США, і помер у січні 1973 р. у м. Чикаго. Разом з ним емігрували дружина сина Катерина (нар. 1913) та онучка Тетяна (нар. 1940).